# Куп Мађарске у фудбалу 1966.
Куп Мађарске у фудбалу 1966. (мађ. 1966-оs magyar labdarúgókupa) је било 27. издање серије, на којој је екипа Ђер Вашаш ЕТО тријумфово по 2. пут.

## Четвртфинале
| Тим #1             | Резултат | Тим #2         |
| ------------------ | -------- | -------------- |
| 1966.              |          |                |
| ФК Хонвед Капошвар | 2 : 2    | ФК Вашаш       |
| 1966.              |          |                |
| Ујпешт Дожа        | 3 : 6    | ФК Ференцварош |
| 1966.              |          |                |
| ФК Тракторђар ВКШ  | 0 : 2    | Ђер вашаш ЕТО  |
| 1966.              |          |                |
| Сомбатхељ халадаш  | 3 : 3    | ФК Хонвед      |

## Полуфинале
| Тим #1             | Резултат | Тим #2         |
| ------------------ | -------- | -------------- |
| 1966.              |          |                |
| ФК Хонвед Капошвар | 1 : 3    | ФК Ференцварош |
| 1966.              |          |                |
| Сомбатхељ халадаш  | 0 : 2    | Ђер Вашаш ЕТО  |

## Финале
| Ђер Вашаш ЕТО  | 1 : 1    | ФК Ференцварош   |
| -------------- | -------- | ---------------- |
| Јожеф Сало] 9’ | Извештај | Јанош Караба 85’ |

### Разигравање
| Ђер Вашаш ЕТО                                               | 3 : 2    | ФК Ференцварош                     |
| ----------------------------------------------------------- | -------- | ---------------------------------- |
| Ласло Ђерфи 20’ · Ласло Исаки 67’ · Шандор Вајда 75’ (а.г.) | Извештај | Ласло Раткаји 10’ · Деже Новак 59’ |